# جنبش صلیبی
نخستین جنگ صلیبی الهام‌بخش جنبش صلیبی (انگلیسی: Crusading movement) بود که به یکی از مهم‌ترین شاخصه‌های فرهنگ اروپای غربی در قرون وسطی مبدل شد. این جنبش تمامی جنبه‌های زندگی مردمان اروپای غربی و جهان اسلام را در قرون وسطی میانه و متأخر دربر گرفت و بر آنها تأثیر گذاشت؛ این تأثیر در کلیسا، اندیشه دینی، سیاست، اقتصاد و جامعه کاملاً مشهود بود. در متون و منابعی که به پدیدهٔ جنگ‌های صلیبی در قرون وسطی پرداخته‌اند، وجود یک ایدئولوژی متفاوت نسبت به زمان خود مشهود است. این نهضت براساس نظریه جنگ مقدس و مفهوم زیارت اماکن مقدس، اصطلاحات شرغی و الهی را تعریف کرد.